# Dorfkirche Levitzow

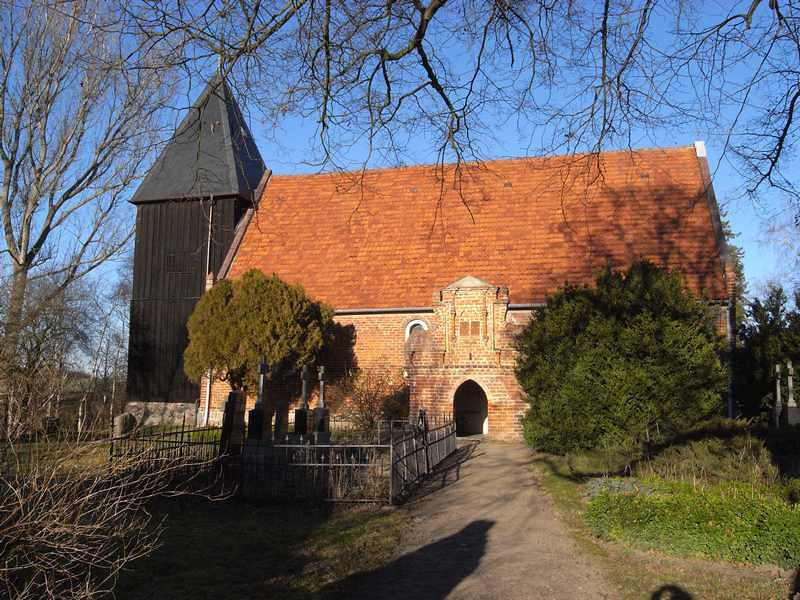
Dorfkirche in Levitzow, Ansicht von Süden

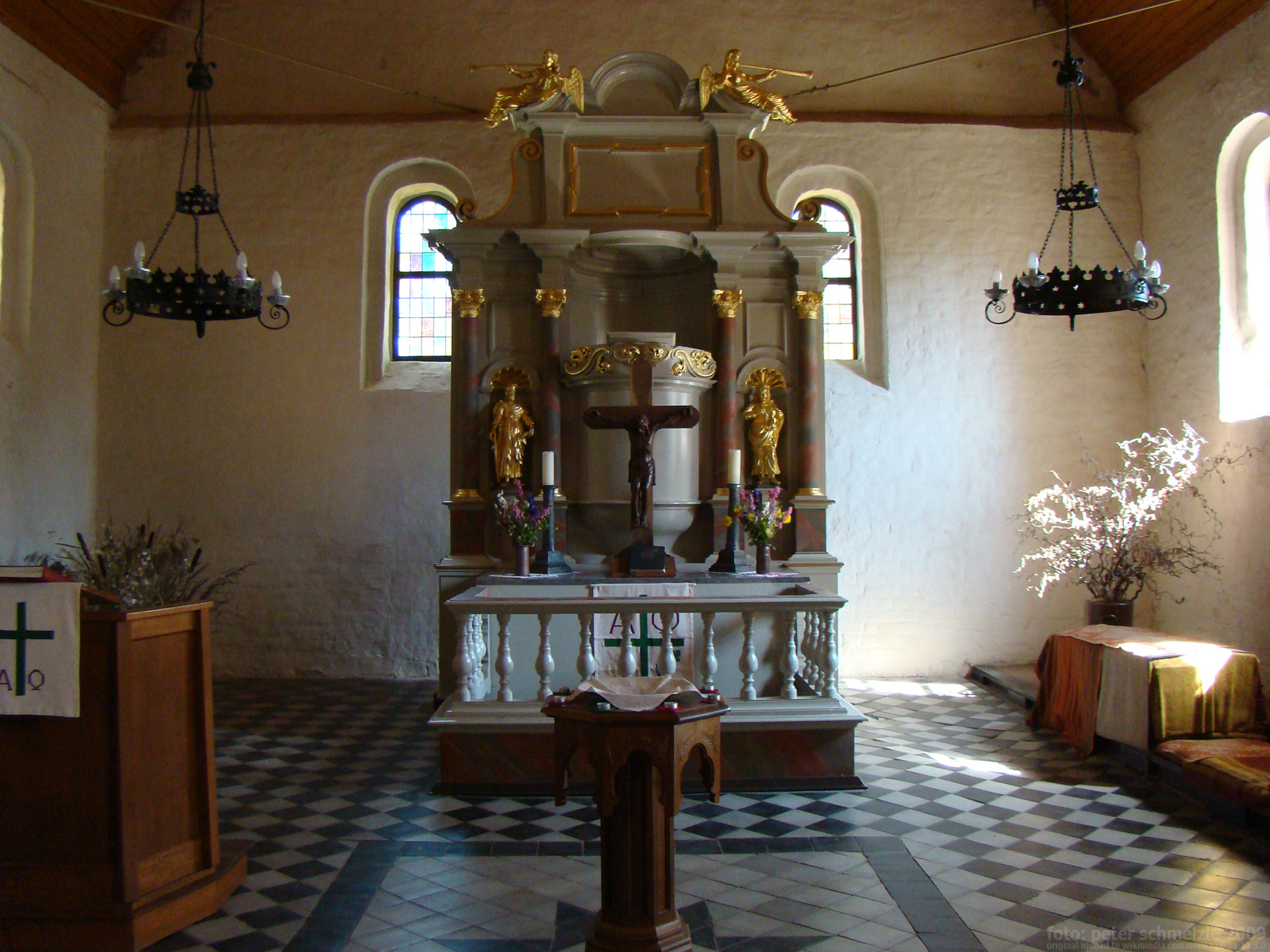
Chorbereich mit Kanzelaltar

Die Dorfkirche Levitzow ist eine mittelalterliche Dorfkirche im Ortsteil Levitzow der Gemeinde Sukow-Levitzow im Osten des Landkreises Rostock in Mecklenburg-Vorpommern. Sie ist eine der Kirchen der Kirchengemeinde Thürkow-Warnkenhagen in der Propstei Rostock, Kirchenkreis Mecklenburg der Evangelisch-Lutherischen Kirche in Norddeutschland.

## Geschichte
Die Dorfkirche in Levitzow, dem Stammsitz der Familie von Lowtzow, entstand gemäß Baubefunden im Kern in der Übergangszeit zwischen Romanik und Gotik im späten 13. Jahrhundert und dürfte damit bereits bei der ersten Erwähnung des Ortes im Jahr 1304 im Wesentlichen bestanden haben. Der rechteckige Backsteinbau mit dem nach Osten ausgerichteten Chorbereich wurde im 15. Jahrhundert mit einem blendengegliederten Ostgiebel versehen. 1604 wurde nach Norden eine Grabkapelle der Familie von Lowtzow angebaut, 1619 nach Süden eine Vorhalle. Beide Anbauten weisen Giebelschmuck im Stil der Renaissance sowie Terrakotta-Allianzwappen der Stifter Joachim von Lowtzow und Margreta von Winterfeldt mit Datierung 1604 auf. Im 17. oder 18. Jahrhundert wurde an der westlichen Giebelseite der heute verbretterte quadratische Fachwerkturm errichtet. Bei einer Sanierung von 1915 wurde ein hölzernes Tonnengewölbe in den Kirchenraum eingezogen.
Unmittelbar nach Kriegsende 1945 wurde die Kirche im Inneren verwüstet, da sowjetische Soldaten nach dem Auffinden von einigen Gewehren im Dachstuhl weitere Waffenverstecke in der Kirche vermuteten. Dabei wurden das gesamte Chorgestühl, die Holzdecke und das Innere der Lowtzow-Grabkapelle zerstört und geplündert. Letzte Reste der Lowtzow-Grabbeigaben gelangten später in das Landesmuseum, bevor die sterblichen Überreste aus der Grabkapelle und die Überreste der demolierten Einrichtung verbrannt wurden. Vom Chorgestühl blieb lediglich ein Allianzwappen von 1732 erhalten, das später gegenüber einem älteren in die Wand eingelassenen steinernen Allianzwappen von 1620 aufgehängt wurde. Die verwüstete Grabkapelle hat man später zur Sakristei umgebaut. Die zerstörte Holzdecke wurde zeitweise durch ein Provisorium ersetzt und bei einer Sanierung in der zweiten Hälfte des 20. Jahrhunderts erneuert. Der Kanzelaltar aus dem 18. Jahrhundert hat die Zeit überdauert und wurde in jüngerer Zeit neu farbig gefasst. Zum historischen Kirchenschatz zählen außerdem zwei Leuchter sowie eine Vase aus Zinn, jeweils aus dem 18. Jahrhundert. Die Glocke der Kirche wurde 1733 bei Laurentius Strahlborn in Lübeck gegossen.
Die Orgel ist ein Werk von W. Sauer Orgelbau Frankfurt (Oder) aus dem Jahr 1948 mit sechs Registern auf einem Manual und Pedal.